# Tremembé (ort)
Tremembé är en ort i Brasilien.   Den ligger i kommunen Tremembé och delstaten São Paulo, i den sydöstra delen av landet, 800 km söder om huvudstaden Brasília. Tremembé ligger 558 meter över havet och antalet invånare är 31 719.
Terrängen runt Tremembé är platt.Runt Tremembé är det tätbefolkat, med 331 invånare per kvadratkilometer.. Närmaste större samhälle är Taubaté, 7,6 km söder om Tremembé.
Omgivningarna runt Tremembé är huvudsakligen savann.